# Амар Боранчић
Амар Боранчић (Ammar Borančić; Бијело Поље, 22. новембар 1993) црногорски је политичар. Био је предсједник Младих либерала Црне Горе а тренутно је потпредседник Либералне партије као и потпредседник Скупштине Општине Бар.

## Биографија
Рођен је 22. новембра 1993. у Бијелом Пољу. Основну и средњу школу завршио је у Бару, гдје и живи.
Студирао је Факултет политичких наука Универзитета Црне Горе. Бави се политикологијом, ПР и односима са јавношћу и аналитиком.

## Политички активизам
Функционер је Либералне партије Црне Горе. Политичку каријеру је започео као члан, а касније и предсједник Младих општинског одбора Бар и члан предсједништва. На IV конференцији Младих либерала у октобру 2013. изабран је за предсједника подмлатка Либералне партије, на Конференцији у септембру 2017. он је реизабран за предсједника. Представник је Младих либерала Црне Горе у Управном одбору балканске мреже младих либерала-ИСЕЕЛ.
Боранчић је одборник Либералне партије у Скупштини Општине Бар изабран на локалним изборима 27. маја 2018. године

## НВО активизам
Активан је и у НВО сектору. Сарађивао је са НВО ЦЕМИ, НВО Јувентас, НВО Форум МНЕ, НВО ЦГО, НВО ЦДТ, Youth in action, Civil right defenders. Учесник је и активиста регионалне иницијативе за РЕКОМ. Дугогодишњи је дебатер и учесник неколико дебатних првенстава у Црној Гори.  
Полазник је Школе људских права и Школе демократије Центра за грађанско образовање.
Један је од оснивача Црногорског омладинског форума (ЦОФ) који окупља представнике свих организација младих у Црној Гори.
Боранчић је и један од утемељивача студентског покрета Црногорски Студенти за слободу који је дио глобалне мреже Students for Liberty са центром у Вашингтону, као и организације Института за слободно друштво чији је један од оснивача.

## Слободне активности
Члан је аматерског позоришта из Бара са којим је на Фестивалу аматерских позоришта у Бијелом Пољу освојио награду за најбољу мушку улогу у представи Стевана Копривице "Дуго путовање у Јевропу", исто тако, један је од оснивача омладинског аматерског позоришта "7. март" из Бара.
У НД "Вијести" аутор је повремене колумне о актуелним друштвеним темама.